# تسويوشي ماكينو
تسويوشي ماكينو (باليابانية: 牧野 剛 ، من 24 سبتمبر 1945 - 20 مايو 2016) كان كاتبا وناقدا وناشطا اجتماعيا يابانيا. قام بتدريس اللغة اليابانية في مدرسة جوكو بكاواي في سنداي في اليابان.

## الحياة الشخصية
وُلد تسويوشي ماكينو في 24 أيلول / سبتمبر 1945 في مدينة إينا، غيفو. بعد تخرجه من مدرسة إينا الثانوية العامة، التحق بجامعة ناغويا، حيث حصل على درجة الماجستير في الأدب والتاريخ الياباني. بعد التخرج عمل مدرسا في المدرسة الثانوية ومعلم خاص للطلاب المعاقين عقليا.
يصف كتابه «ثلاثون عاما بعد تفكيك الجامعة» (باليابانية: 『30年後の「大学解体」』) الاضرابات العامة التي حدثت في اليابان في عام 1968.
خدم ماكينو لسنوات عديدة كمحاضر في مدرسة جوكو للتحضير من أجل الجامعة حيث سافر إيابا وذهابا بين ناغويا و سينداي من أجل التدريس.[بحاجة لمصدر]

## الأعمال الأدبية
- يوبيكو ني أو (1986)[1]
- كونيزاكاي وو كويتى (كاواي 1991)
- ساريدو يوبيكوو (1999)
- هينساتشي هووكاي (2009)